# 6308 Ebisuzaki
6308 Ebisuzaki è un asteroide della fascia principale. Scoperto nel 1990, presenta un'orbita caratterizzata da un semiasse maggiore pari a 3,1520793 UA e da un'eccentricità di 0,1718322, inclinata di 2,67953° rispetto all'eclittica.